# Dominick Drexler
Dominick Drexler (sinh ngày 26 tháng 5 năm 1990) là một cầu thủ bóng đá người Đức thi đấu ở vị trí tiền vệ cho câu lạc bộ Schalke 04 tại Bundesliga.